# Paul de Saint-Hilaire
Pour les articles homonymes, voir Meurice.
Paul Meurice est un historien de l'art belge né en 1926 et mort le 2 juillet 2000, qui était plus connu, sous son nom de plume Paul de Saint-Hilaire porté jadis par une famille homonyme la famille Meurisse (sic) de Saint-Hilaire. 
Après avoir fait ses études en histoire, art et archéologie à Louvain, Paris et Bruxelles, il a travaillé pendant dix ans dans l'enseignement. Il a été président de l'Institut européen de symbolique et d'histoire, administrateur au Centre culturel et artistique d'Uccle.
Journaliste, conférencier et écrivain, son œuvre est axée sur l'ésotérisme qui fut son thème de prédilection et sa principale clef d'interprétation.

## Biographie
Son œuvre est axée sur l'ésotérisme qui fut son thème de prédilection et sa principale clef d'interprétation. 
Sa Belgique mystérieuse (1973), est l'un des best-sellers de l'édition belge. Après une Flandre mystérieuse (1975) qui apporte d'étonnantes révélations sur l'origine et la fin des Templiers, son Ardenne mystérieuse (1976) a obtenu Le prix littéraire Adrien de Prémorel.